# 神田和佳
神田和佳（1962年3月20日—）是日本的女性聲優，岐阜縣出身。所屬事務所是Realize Promotion。以前所屬事務所是東京俳優生活協同組合。

## 演出作品

### 電視動畫
- 超能力魔美（深雪（第47話））
- 美味大挑戰（清子（第92話））
- 淘氣的雙胞胎 克萊爾學院物語（瑪德琳）
- 青澀花園（有倉智子）
- 風中少女 金髮珍妮（安琪拉·麥克道威爾）
- 太空戰神（索爾姬）
- 足球小將翼（昭和版）（杉本久美）
- 城市獵人（詩子、第43話）
- 重戰機（伊蓮娜·伊爾斯）
- 小公主莎拉（珍妮佛）
- 宇宙再生人（米蓮娜）
- 麵包超人（瑪蓉公主（初代））
- 名偵探柯南（忍、井上涼子、記者、電視播報員）

### OVA
- 紅牙 藍十四行詩（小松崎蘭）
- 捍衛嬌娃（席爾蒂）
- 太空戰神 LOVE LIVE ALIVE（索爾姬）

### 劇場版動畫
- 渥太利亞（瑪琳）
- 麵包超人 積木城的秘密（瑪蓉公主）

### 遊戲
- 秘密花園（都築蒔繪）

### 特攝
- 自由！神田人（蘿蔔乾的聲音）

## 外部連結
- Realize Promotion公開簡歷[永久]